# La camarera del Titanic
La camarera del Titanic es una película franco-hispano-italiana de 1997 dirigida por Bigas Luna.
Didier Decoin es el autor de la obra literaria de igual nombre, que trata la historia de una mentira dicha casi sin querer. O, mejor dicho, de un deseo tan poderoso que para sobrevivir hubo de tomar la forma de la mentira. 

## Argumento
Aborda la pasión que sintió un estibador de cincuenta y dos años, por una joven camarera del famoso trasatlántico.

## Premios
Medallas del Círculo de Escritores Cinematográficos de 1997
| Categoría            | Candidatos             | Resultado |
| -------------------- | ---------------------- | --------- |
| Mejor guion adaptado | Bigas Luna Cuca Canals | Ganadores |